# Brensbach
Brensbach este o comună din landul Hessa, Germania.